# Charlotte Blindheim
Anne Marie Nicoline Charlotte Gyth Blindheim (Oslo, 6 de julio de 1917 - 5 de marzo de 2005), más conocida como Charlotte Blindheim, fue una arqueóloga noruega. Fue la primera mujer miembro del personal científico de la Universidad de Oslo en ser empleada permanentemente cuando fue contratada como conservadora del museo en 1946.

## Biografía
Nació en Kristiania (ahora Oslo), Noruega. Ella era la hija de Sigge Pantzerhielm Thomas (1886-1944) y Signe Dorothea Undset (1887-1973). Su padre era filólogo clásico y profesor de la Universidad de Oslo. Charlotte completó una maestría en arqueología en 1946 en la Universidad de Oslo, escribiendo su tesis sobre vestuario y joyas vikingas. Posteriormente, fue contratada como conservadora en la Universidad, y fue la primera mujer empleada permanentemente en el museo del personal científico.
Como arqueóloga, Blindheim se hizo particularmente conocida por su trabajo con las excavaciones en Kaupang en Skiringssal en el antiguo municipio de Tjølling (ahora Larvik en Vestfold) en 1947 e inauguró varios cementerios de Kaupang, como Hagejordet, Sondre kaupang, Lamoya y Bikjholberget. Las excavaciones continuaron hasta la primera mitad de la década de 1970. Fue uno de los proyectos más grandes en Noruega sobre excavaciones a gran escala. En 1968 se convirtió en conservadora en Vestfold, puesto que mantuvo hasta su jubilación en 1987. Blindheim recibió la Medalla de oro al Mérito del Rey ( Kongens fortjenstmedalje ) durante 1987.

## Familia
Blindheim era nieta del arqueólogo Ingvald Undset (1853-1893) y sobrina del novelista Sigrid Undset, quién recibió el Premio Nobel de Literatura en 1928. Estuvo casada con el historiador de arte medieval Martin Edvard Blindheim (1916-2009). Se quedó embarazada de dos hijos, el primero mientras estudiaba en la universidad.  Ella murió en 2005 y fue enterrada en el gravlund Vår Frelsers en Oslo en la tumba familiar. Era denominada como la "gran dama" de la arqueología. 

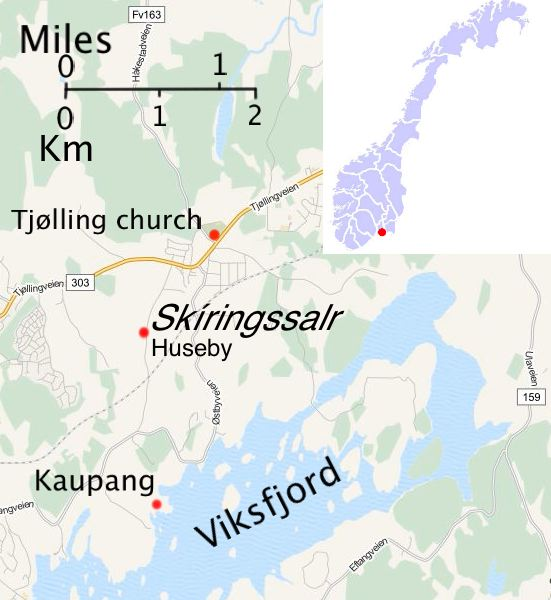
Sitio de Kaupang en Skiringssal en Viksfjord

## Trabajos destacados
- Blindheim, Charlotte; (1953) Kaupang : Marcado en clase y skiringssal (Oslo: Norsk arkeologisk selskap).
- Blindheim, Charlotte; Tollnes, Roar L. (1972) Kaupang: Vikingenes Handelsplass (Oslo: Mortensen) ISBN 9788252700558
- Blindheim, Charlotte; (1977) Vikingtog og vikintid : en innføring i bilder og tekst for undervisningsbruk (Oslo: Schibsted Forlag) ISBN 8251605997
- Blindheim, C .; Heyerdahl-Larsen, B. e Ingstaf, AS (1998) Kaupang-funnene, Volumen 2, Parte 1 (Oslo: Universidad de Oslo) ISBN 9788271811129
- Blindheim, Charlotte, Asbjørn Herteig, Hans-Emil Liden; (1975) Archaeological contributions to the early history of urban communities in Norway (Universitetsforlaget, Oslo).